# Marooner

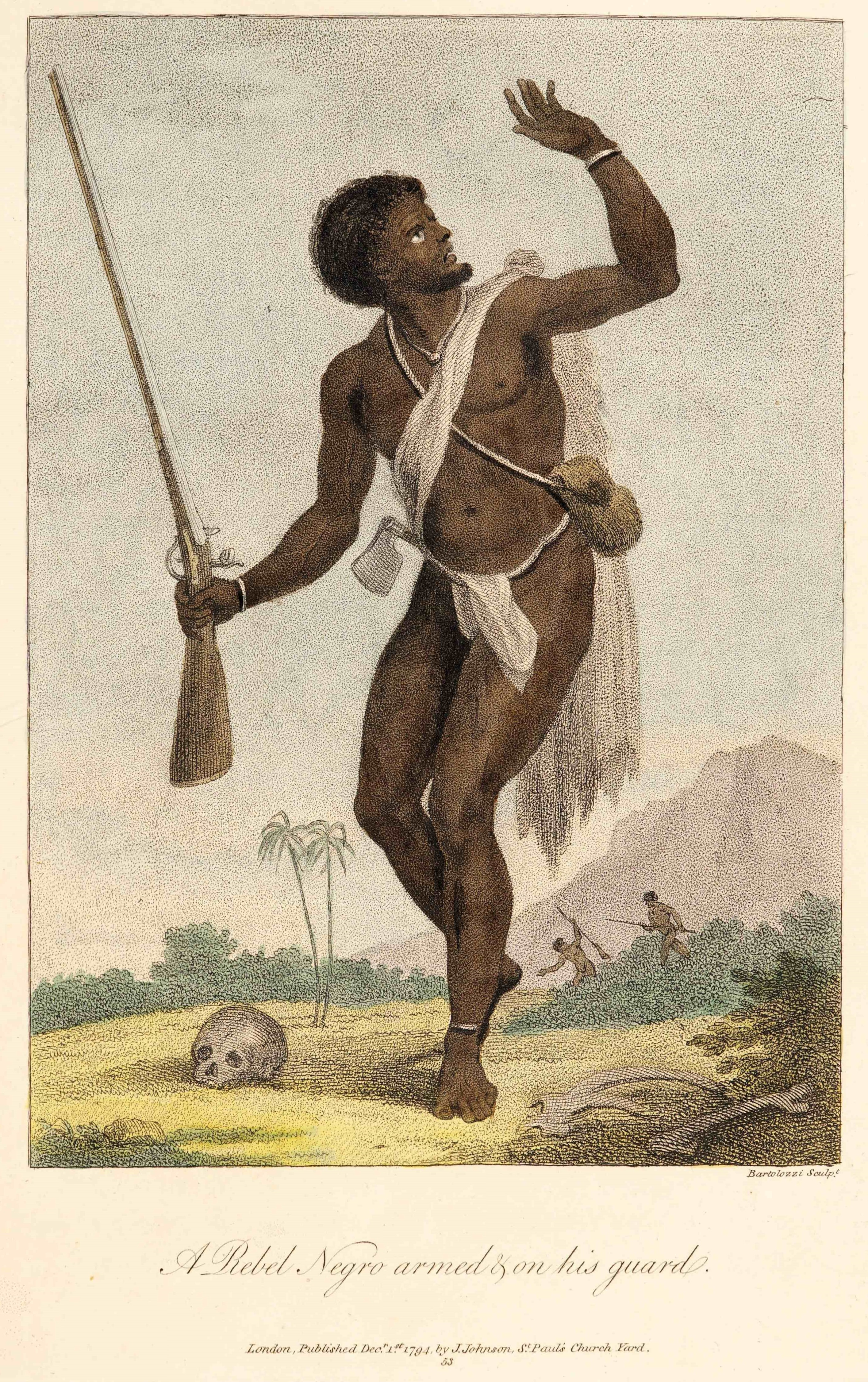
En maroon. Gravyr från 1700-talet.

Marooner  (franska marrons; engelska maroons; av spanska cimarrón, 'vild', 'förvildad') var förr en benämning som användes för förrymda svarta slavar och deras avkomlingar, vilka i Sydamerika och Västindien levde i frihet bland bergen och i skogarna.
I synnerhet på Jamaica förde de under lång tid blodiga gerillakrig mot de vita kolonisatörerna.